# 希克斯 (喬治亞州)
希克斯（英語：Hix）是位於美國喬治亞州麥迪遜縣的一個非建制地區。該地的面積和人口皆未知。

## 地理
希克斯的座標為34°10′57″N 83°20′30″W / 34.18250°N 83.34167°W，而該地的平均海拔高度為263米（即863英尺）。